# Échappée (musique)
Pour les articles homonymes, voir Échappée.

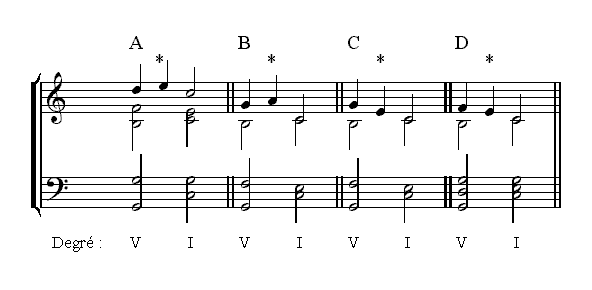
Echappées sur cadence parfaite.

En harmonie tonale, une échappée, parfois appelée anticipation indirecte, est une note étrangère placée sur un temps faible ou une partie faible de temps, qui succède à une note réelle conjointe, et qui effectue ensuite un mouvement disjoint sur l'accord suivant,. 

## Description
On peut donc analyser l'échappée comme une anticipation, une note de passage, ou encore, une broderie non résolue.
L'échappée se substitue parfois complètement à la note réelle : c'est le cas de la quinte de l'accord de septième de dominante qui peut être remplacée par le IIIe degré, dans une cadence parfaite (exemple C). Dans ce cas, ce IIIe degré doit être placé à la partie supérieure, la sensible, quant à elle, devant être située de préférence, entre le IVe et le IIIe degré.